# 건스미스 캣츠
건스미스 캣츠(Gunsmith Cats)는 무기상과 현상금 사냥업을 하는 라리 빈센트와 미니 메이의 활약을 다룬 만화이다. 1991년부터 월간 에프터눈에 연재되어 97년에 완결되고 후속작이 04년부터 같은 잡지에서 연재되어 08년에 완결되었다.

## 등장인물
이렌느 "랠리" 빈센트 (Irene "Rally" Vincent )
무기상점의 주인, 일명 건 스미스.
키168cm. 건샵 '건 스미스 캣츠'의 오너이자 총기물의 프로. 뒷세계에서 일하면서도 순수함을 잃지 않는 극중의 히로인 중 한 명이다. 실질적으로 이야기를 이끌어 나가는 리드 캐릭터로 총에 관한한 넘버원의 프로라 할 수 있다. 본업인 건샵 이외 범죄자들을 대신 잡아다 주는 현상금 사냥꾼을 부업으로 하고 있다. 가장 싫어하는 것은 마약.
"미니" 메이 홉킨스 ("Minnie" May Hopkins)
라리 빈센트의 동업자로 폭탄전문가
라리 빈센트와 더불어 건샵의 동업자이자 그녀의 파트너. 라리가 총기물의 프로라면 그녀는 그녀의 애인인 캔에게서 배운 지식을 바탕으로 한 폭파물의 프로이다. 애용하는 무기는 그녀가 한껏 솜씨를 다해 개조한 수류탄들. 그녀가 캔과 헤어지고 화류관으로 몸을 숨겼을 때 복용했던 한약(?) 덕택에 거의 나이를 먹지 않고 있다. 덕분에 걸핏하면 초등학생으로 오해받기도 한다.
베키 파라 (Becky Farrah)
계산에 철처하며 어떠한 정보라도 수집할 수 있는 정보사냥꾼.
라리와 메이가 일을 할 때 주로 뒤에서 보조해 주는 역을 한다. 돈 계산에 너무 철저한 것 때문에 오해받기도 하지만 정이 많은 인물이다. 주로 사건의 해결점을 마련해 주는 역을 한다.
나타샤 라디노프 (Natasha Radinov)
애니메이션에서 등장하는 인물.
소련 특수부대출신으로 소련이 해체된뒤 암살자로 활약. 칼을 잘 다루는 인물 라리 빈센트와 격렬한 총격전 끝에 사망한다.
골디 무소 (Goldie Musou)
키 185cm, 체중 66kg. 철의 골디라는 별명을 가진 암흑가의 여성 보스.
원래 대학에서 심리학을 전공한 평범한 여대생이였으나 마피아 두목의 딸이라는 이유로 조직간의 암투에 휘말리고 급기야는 아버지가 암살되면서 보스가 되었다. 뛰어난 의학 지식과 격투능력을 지녔고 원래 심성이 상당히 착한 그녀였으나 아버지의 죽음에 크게 충격 받아 아버지를 살해한 반대세력을 잔악무도하게 몰살시키면서 철의 골디라는 별명이 붙으며 악명을 떨쳤다. 라리 빈센트를 좋아해서 어떻게든 자신의 밑에 두고 싶어하지만 라리 빈센트는 골디가 갱이라는 이유로 적대시한다. 결국 라리 빈센트가 쏜 몇십발의 탄환이 몸을 뜷고 지나 사망했다고 생각했지만 실제로는 죽지 않았다. 라리 빈센트의 적이라고는 하지만 라리 빈센트를 이용하기 위해 구해준 적도 있다. 라리 빈센트에게 몇십발의 총탄을 맞고 다리에서 추락한 이후 사실상 악역으로서의 역할은 중지되었다. 실제로 골디 무소는 레즈비언으로서 라리 빈센트를 짝사랑하고 있다. 결국 라리 빈센트는 골디가 뒷세계에서 평판이 엄청 좋다는 점 때문에 골디와 적대하는 것을 그만두게 되며 골디는 라리 빈센트의 조력자가 되고 싶어한다.
로이 콜먼 (Roy Coleman)
시카고의 형사. 라리가 바운티 헌터로 오게 될 때부터 도움을 준 성격 좋은 형사이다.
조나단 워싱턴 (Jonathan Washington)
무기 밀매 조직의 보스. 무기 밀매 외에는 별로 관심이 없어 보인다.
자신이 직접 개설한 야한 사이트는 실은 그의 중요한 키워드로 작용한다.
윌리엄 "빌" 콜린스 (William "Bill" Collins)
ATF(총기 마약 단속국)의 요원.
사람을 부려 먹으려는 것이 좀 거슬리기는 해도 실력은 어느 정도 있는 편이다.
립랩 (Riff-Raff)
스피드엔젤이라는 별명을 가진 코브라 스포츠카를 좋아하는 소녀. 헤어스타일이 발군. 잘못하면 남자로 오해할 수 있으나 여자다. 빈 반디트와 같은 운송업자(트랜스포터)다.
빈 밴디트 (Bean Bandit)
나름 인간성도 좋은 28세의 거구 운송업자. 별명은 로드 버스터. 평소에는 도로의 무법자 그자체이지만 민간인이나 어린아이들이 뒷세계에 오지 않도록 노력하는 면도 있다.
케이트
여경으로 라리랑 약간의 친분이 있다.
조금 덜렁댈 때도 있지만 기본적으로 도움이 되는 편이다.
파시 바카락
괴팍하고 빈 밴디트를 어떻게든 감옥에 넣기위해서 뭐든지 한다. 산탄총을 주로 쓰며 OVA 라이딩빈에서는 GT-500을 몰기도 한다.
라이언
파시 경부의 부하. OVA 라이딩빈에서는 상관 잘못만나 만날 갈굼당하는 얼뜨기처럼 보이지만 건스미스캣츠 버스트편에서는 나름 카리스마(?!)있는 면도 있다.

## OVA
1. THE NEUTRAL ZONE（1995년11월1일）
2. SWING HIGH!（1996년4월1일）
3. HIGH SPEED EDGE（1996년9월1일）

스탭
- 감독:모리 타케시(もりたけし)
- 연출:모라타 카즈야(村田和也)
- 총감독 작화 캐릭터 디자인:마츠바라 토쿠히로(松原徳弘)
- 작화감독:코바야시 토시미츠(小林利充)
- 음악:피터 어스킨
- 제작:OLM

캐스팅
- 라리 빈센트=네야 미치코, 이현진
- 미니 메이 홉킨스=아라키 카에, 양정화
- 베키=히사카와 아야, 이지영
- 나타샤 라디노프=소우미 요코, 이명선
- 조나단 워싱턴=이케미즈 미치히로, 정승욱
- 빌 콜린스=오오츠카 호우츄, 최준영
- 로이 콜맨=사와키 이쿠야
- 조지 블랙=고우리 다이스케, 이주창

- OP. 〈끝없는 한숨(果てしない吐息)〉 노래 : 네야 미치코, 아라키 카에, 히사카와 아야
- ED. 〈어떻게든 해야 해!(何とかしなきゃ!)〉 노래 : 네야 미치코, 아라키 카에, 히사카와 아야